# Mihai Cioc
Mihai Cioc [Mihaj Čok], (* 14. června 1961 Turnu Măgurele, Rumunsko) je bývalý reprezentant Rumunska v judu. Je majitelem bronzové olympijské medaile.

## Sportovní kariéra
Připravoval se v Dinamu Brašov pod vedením Ioana Petrof, Ilie Gheorgheho a dalších. V roce 1984 získal po dobrém nalosování bronzovou medaili na olympijských hrách v Los Angeles v dnes již neolympijské kategorii bez rozdílu vah. V roce 1987 získal titul mistra Evropy, ale po mistrovství světa v Essenu jeho jméno z výsledkových listin na čtyři roky mizí. V roce 1992 se neúspěšně pokusil o kvalifikaci na olympijské hry v Barceloně.

## Výsledky

### Váhové kategorie
| Olympijské hry     |     | úč. |   |     |    | —  |     |    |     |
| Mistrovství světa  | úč. |     | — |     | 3. |    | —   |    | úč. |
| Mistrovství Evropy | ?   | ?   | ? | úč. | —  | 7. | úč. | 7. | 1.  |

### Bez rozdílu vah
| Turnaj             | 1979 | 1980 | 1981 | 1982 | 1983 | 1984 | 1985 | 1986 | 1987 |
| Turnaj             | 18   | 19   | 20   | 21   | 22   | 23   | 24   | 25   | 26   |
| ------------------ | ---- | ---- | ---- | ---- | ---- | ---- | ---- | ---- | ---- |
| Olympijské hry     |      | —    |      |      |      | 3.   |      |      |      |
| Mistrovství světa  | úč.  |      | —    |      | —    |      | —    |      | —    |
| Mistrovství Evropy | ?    | ?    | ?    | úč.  | —    | 3.   | 5.   | —    | úč.  |